# Tsutomu Tomita
Tsutomu Tomita (jap. 冨田務 Tomita Tsutomu; ur. 14 października 1943 w okolicach Nagoi) – japoński szef toru wyścigowego Fuji International Speedway.

## Życiorys
Tsutomu Tomita w wieku 26 lat rozpoczął pracę w Toyocie na stanowisku inżyniera ds. rozwoju silników samochodów drogowych. W 1987 roku awansował na stanowisko szefa rozwoju silników w Toyota Motorsports Division, gdzie nadzorował projekty 24h Le Mans i Rajdowych Mistrzostw Świata. W 1996 roku rozpoczął pracę jako dyrektor generalny w dziale inżynieryjnym układu napędowego Toyoty, a także stał się członkiem zarządu Toyota Motor Corporation i był odpowiedzialny za aktywność w sportach motorowych. Tomita był prezesem Toyota Motorsport GmbH. Był inicjatorem podjęcia decyzji o dołączenia zespołu Toyoty do Formuły 1. W lipcu 2003 roku przeniósł się do Niemiec, aby zastąpić Ove Anderssona na stanowisku szefa zespołu Toyota F1, którą pełnił do czerwca 2007, gdy został zastąpiony przez Tadashiego Yamashinę. W 2007 roku Tomita został szefem toru wyścigowego Fuji International Speedway.